# Заверуха, Борис Владимирович
Бори́с Влади́мирович Заверу́ха (укр. Борис Володимирович Заверуха; 5 марта 1927, Острог — 6 декабря 2000, Киев) — украинский ботаник-систематик, флорист, доктор биологических наук, профессор.

## Биография
В 1955 году окончил биологический факультет Кременецкого государственного педагогического института (ныне Тернопольский национальный педагогический университет имени Владимира Гнатюка), после чего до 1963 года работал в этом учебном заведении в должности ассистента кафедры ботаники.
В 1959 году получил от профессора М. В. Клокова предложение выбрать темой для своей кандидатской диссертации изучение флоры Кременецких гор, участвует в научной экспедиции Института ботаники АН УССР под его руководством.
В 1963 переходит на работу в Институт ботаники АН УССР на должность лаборанта отдела флоры высших растений.
В 1965 году получил учёную степень кандидата биологических наук по специальности «ботаника», тема диссертационной работы: «Флора и растительность Кременецких гор». После защиты продолжает работать научным сотрудником в Институте ботаники Академии наук УССР. В 1978 году получает должность заведующего отделом высших растений.
В 1985 году успешно защищает докторскую диссертацию «Флора Волыно-Подолье, её анализ и генезис», в которой осуществляет детальное исследование флоры Толтр и Поднестровья.
Вместе с Д. Н. Доброчаевой, Л. М. Сипайловой и Л. С. Пановой принимал непосредственное участие в создании экспозиции Ботанического музея АН Украины, с 1991 года становится его заведующим.

## Научные экспедиции
Участвовал в исследовательских экспедициях на Дальний Восток, Курильские острова, Полярный Урал, Кавказ, в горы и пустыни Средней Азии, а также в экспедициях Академии наук Украины в тропические страны Старого Света на корабле «Академик Вернадский».

## Научные интересы
Научные работы Б. В. Заверухи касались систематики и эволюции сосудистых растений, флористики, фитогеографии, этноботаники, Ботанического ресурсоведения, охраны и рационального природопользования, истории ботанической науки. Большое внимание уделял популяризации биологической науки, идеи охраны природы.

## Примечание
1. ↑  ЗАВЕРУХА БОРИС ВОЛОДИМИРОВИЧ. web.archive.org (22 апреля 2019). Дата обращения: 9 мая 2025.
2. ↑  Ивченко И. С., Полищук М. А., Шумилова А. В. Научное наследие профессора Бориса Заверухи (неопр.).